# 3210 Lupishko
3210 Lupishko (1983 WH1) là một tiểu hành tinh vành đai chính được phát hiện ngày 29 tháng 11 năm 1983 bởi E. Bowell ở Flagstaff (AM).